# Titularbischof
Ein Titularbischof (lat. episcopus titularis) ist in der römisch-katholischen Kirche und ebenso in der orthodoxen Kirche ein geweihter Bischof, der im Unterschied zum Diözesanbischof keine eigene Diözese leitet, sondern andere Aufgaben oder Funktionen übernimmt.
Die Bezeichnung Titularbischof rührt daher, dass nach katholischer Tradition jeder Bischof zum Bischof eines Bistums geweiht wird. Ein Titularbischof ist daher Bischof eines historischen, aber untergegangenen Bistums. Der 376  CIC unterscheidet: „Bischöfe, denen die Sorge für eine Diözese anvertraut ist, werden Diözesanbischöfe genannt, die übrigen Titularbischöfe.“

## Funktion
Je nach Aufgabe werden Titularbischöfe (meist Weihbischöfe) und Titularerzbischöfe (meist Apostolische Nuntien oder Kurienbischöfe) unterschieden. Ein Titularbischof hat keine Jurisdiktion über eine Diözese, aber sakramental denselben Rang wie ein Diözesanbischof. Er kann an allgemeinen Konzilien der Kirche teilnehmen und ist gewöhnlich auch stimmberechtigtes Mitglied der örtlichen Bischofskonferenz.
Die Ranggleichheit bedeutet keine Gleichheit der Leitungsgewalt in Bezug auf die Vollmacht, zu lehren und zu leiten, da ein Weihbischof seinem Diözesanbischof untergeordnet ist. Vor dem Zweiten Vatikanischen Konzil wurde die Stellung des Weihbischofs besonders dadurch verdeutlicht, dass er stets nur einen Gaststatus im Bistum hatte und wie der Bischof einer anderen Diözese behandelt wurde.

## Bistümerin partibus
Seit dem 16. Jahrhundert wurden Bistümer in durch Andersgläubige eroberten Gebieten von der Römischen Kurie auch als in partibus infidelium (Abk. i. p. i.), das heißt, „im Gebiet der Ungläubigen“, oder kürzer in partibus (Abk. i. p.) bezeichnet. Erst als im späten 19. Jahrhundert durch die Mission im Orient auch in diesen Gebieten wieder Katholiken lebten, wurde 1882 von Papst Leo XIII. die heute gebräuchliche Bezeichnung Titularbistum bzw. Episcopus titularis eingeführt; vielfach war der ältere Sprachgebrauch jedoch noch bis weit ins 20. Jahrhundert üblich.
Die römisch-katholische Kirche kennt etwa 2000 Titularbistümer. Sie sind jedoch nicht alle vergeben.

## Orthodoxe Kirchen
Auch die orthodoxen Kirchen kennen Titularbischöfe. Der Titel eines Titularbischofs wird aus ökumenischer Rücksicht unter anderem an Bischöfe vergeben, die in der westeuropäischen Diaspora tätig sind; denn die orthodoxen Kirchen weihen im Allgemeinen niemanden zum Bischof einer Stadt, die zur Zeit der Kirchenspaltung katholisch war. In Übersee (vor allem in Nordamerika) werden dagegen heute meist die Namen der tatsächlichen Bischofssitze verwendet, auch wenn es dort bereits römisch-katholische Bischöfe geben sollte. Das Amt des Weihbischofs spielt in den Ostkirchen keine wesentliche Rolle, vor allem da die Firmung dort gewöhnlich von Priestern gespendet wird.

## Historische Entwicklung
Im Mittelalter mussten viele Bischöfe aus ihren Diözesen, vor allem Kleinasiens, des Nahen Ostens und Nordafrikas, fliehen, da diese durch die Eroberungszüge der Muslime in die Hände von Andersgläubigen gefallen waren. Die europäischen Bischöfe nahmen diese Exilbischöfe auf und übertrugen ihnen vertretungshalber bischöfliche Funktionen in ihren Diözesen. Die Vorstellung, dass sich aus der Neubesetzung dieser verlorenen Bistümer die Institution des Titularbischofs entwickelt habe, trifft jedoch nicht zu. Die Bistümer erloschen vielmehr in der Regel nach dem Tod des exilierten Amtsinhabers. Allerdings gab es (besonders auf der Iberischen Halbinsel) fortbestehende Bistümer auf verlorenem Territorium als eine Art Anspruchstitel, der anzeigen sollte, dass die Hoffnung auf eine Re-Christianisierung dieser Länder nicht aufgegeben wurde, und die im Zuge der Reconquista tatsächlich ihre Gebiete wiedergewannen.
Im 13. Jahrhundert bestand bei den regulären Diözesanbischöfen der Bedarf nach Stellvertretern, die sie bei bischöflichen Weihehandlungen vertreten konnten. Bischöfe, die ihre Bischofssitze im christianisierten Baltikum wegen der nicht abgeschlossenen Eroberung dieser Gebiete noch nicht einnehmen konnten, wurden daher für Amtshandlungen herangezogen. Eine solche Tätigkeit von Bischöfen außerhalb ihrer Diözesen widersprach zwar der etablierten kirchlichen Rechtsordnung, bildete aber eine Vorform des Amtes der Weihbischöfe. Noch mehr Nachfrage nach Hilfsbischöfen gab es, da viele Diözesanbischöfe ihrer Residenzpflicht nicht nachkamen, weil sie entweder durch Positionen an der päpstlichen Kurie oder als Berater ihrer Monarchen etc. gehindert waren, ihren eigentlichen Aufgaben als Bischof nachzukommen, oder weil sie durch Ämterkumulierung oft mehreren Diözesen gleichzeitig vorstanden. Seit dem Konzil von Vienne 1311/12 reklamierte die römische Kurie das Recht für sich, Weihbischöfe zu erheben und nach untergegangenen Bischofssitzen zu benennen, die teils seit Jahrhunderten nicht mehr existiert hatten. Dabei wurden zunächst vorwiegend verlorengegangene Bischofssitze im Bereich der Ostkirche als Titelspender verwendet. Lediglich die im Zuge der Kreuzzüge in den Kreuzfahrerstaaten etablierten katholischen Bistümer, insbesondere Jerusalem, wurden nach dem Verlust dieser Gebiete kontinuierlich weiterbesetzt, diese blieben aber eine Ausnahme. Auch die in der Reformation verlorengegangenen Bistümer erloschen nach einer gewissen Zeit und wurden nicht in Titularbistümer umgewandelt.
Darüber hinaus brachte der Niedergang der Kirchendisziplin im späten Mittelalter, insbesondere in den Zeiten des Großen Abendländischen Schismas, oft auch Personen in den Bischofsrang, welche nie ernstlich daran dachten, die Bischofsweihe zu empfangen, sondern diese Position eher als Grundlage für ihre Karriere betrachteten. In all diesen Fällen war es daher naheliegend, für die Leitung und Verwaltung der Diözese oder auch für die Spendung einiger Sakramente auch Titularbischöfe einzusetzen.
Lagen diese Titularbistümer bis Mitte des 20. Jahrhunderts fast ausschließlich in Nordafrika, Vorderasien oder Südosteuropa, so hat man in den vergangenen Jahrzehnten auch untergegangene Bistümer aus anderen Teilen Europas (insbesondere Italiens und der Iberischen Halbinsel) und Amerikas unter die Titularbistümer aufgenommen.
Durch die Verschärfung der Residenzpflicht für Diözesanbischöfe und die Beschränkung von Ämterkumulationen, die vom Konzil von Trient verfügt wurden, kam es zwar zu einer Reduktion der Zahl von Titularbischöfen. Andererseits führte die Ausweitung der Missionen ab dem 16. Jahrhundert wieder zu einer Vermehrung derselben, da die Funktion der Apostolischen Vikare, die faktisch die Stelle von Missionsbischöfen haben, durch Titularbischöfe besetzt wird. Auch die in Missionsgebieten errichteten Prälaturen wurden von Titularbischöfen geleitet. Ebenso wurde es im Verlauf des 17. und 18. Jahrhunderts üblich, Diözesanbischöfe, die aus Gesundheits- oder anderen Gründen auf ihr Amt verzichteten, an ein Titularbistum zu binden.
Durch diese Umstände erhöhte sich die Zahl von Titularbischöfen, so dass die bisherige Praxis, nur eine begrenzte Zahl der untergegangenen Diözesen als Titularsitze zu verleihen, spätestens ab dem Anfang des 20. Jahrhunderts mehr und mehr aufgegeben wurde, und dies schließlich zur Erstellung einer möglichst umfassenden Liste von Titularbistümern führte, um auf diese Weise genügend Titel für die benötigten Funktionen zu haben. Die starke Ausweitung der Kirchenhierarchie führte dennoch ab ca. 1960 zu zunehmenden Engpässen, insbesondere weil aus ökumenischen Rücksichten eine große Zahl von Titularsitzen, welche auch als Residenzialsitze der orthodoxen Kirchen in Verwendung stehen, nicht mehr vergeben werden sollten. Außerdem führte die Einführung einer Altersgrenze durch Ecclesiae Sanctae für Diözesanbischöfe (das 75. Lebensjahr) zu einer steigenden Zahl von Altbischöfen.
Man schied daher ab 1971 einige Kategorien von Titularbischöfen aus, um so wieder freie Plätze zu schaffen. Zunächst wurden die Altbischöfe gedrängt, auf etwaig schon verliehene Titularsitze zu resignieren, und ihnen der Titel Episcopus emeritus N.(sis) („Altbischof von N.“) verliehen. Einige Jahre später wurden die Prälaten der Territorialprälaturen ebenfalls gleich auf ihren Prälaturtitel geweiht, nicht mehr wie bisher auf einen Titularsitz. Seit 1998 sind die Militärbischöfe – außer in Österreich (siehe unten) – keine Titularbischöfe mehr.
Das derzeit einzige Titularbistum in Deutschland ist das Bistum Chiemsee, in Österreich gibt es mit den Titular-Erzbistümern Tiburnia und Lauriacum sowie den Titularbistümern Wiener Neustadt, Aguntum und Virunum fünf Titularsitze. Das Titularbistum Wiener Neustadt wird traditionell an den Bischof der österreichischen Militärdiözese vergeben.
Die spanische Kirchenrechtlerin Carmen Pena, Professorin an der Päpstlichen Universität Comillas in Madrid,  wies im April 2025 darauf hin, dass es ekklesiologische Probleme aufwerfe, Nuntien oder hohen Beamten der römischen Kurie den Bischofsstatus zu verleihen, da dadurch die Zahl der „Bischöfe ohne Volk“ übermäßig vermehrt werde.

## Besonderheiten
Johannes Dyba wurde während seiner Zeit an der römischen Kurie zum Titularerzbischof von Neapolis in Proconsulari ernannt. Später leitete er als Diözesanbischof das Bistum Fulda. Früher behielt ein Titularerzbischof in solchen Fällen sein Titularerzbistum neben seinem Residentialbistum bei, seit der Mitte des 20. Jahrhunderts wird in solchen Fällen jedoch der Titel „Erzbischof-Bischof von N.“ verliehen.
In Ausnahmefällen (pro hac vice) ist der vergebene Titel Erzbischof nicht mit einem Titularerzbistum (historisch erloschenes Erzbistum) verbunden. Da jeder Bischofstitel ein Titularbistum haben muss, wird der Titel mit einem schon vorhandenen Titularbistum verbunden.

## Liste der Titularbistümer
- Liste der römisch-katholischen Titularbistümer